# Cantone di Bouxwiller
Il Cantone di Bouxwiller è una divisione amministrativa dell'arrondissement di Saverne.
A seguito della riforma approvata con decreto del 18 febbraio 2014, che ha avuto attuazione dopo le elezioni dipartimentali del 2015, è passato da 19 a 59 comuni.

## Composizione
I 19 comuni facenti parte prima della riforma del 2014 erano:
- Bischholtz
- Bosselshausen
- Bouxwiller
- Buswiller
- Dossenheim-sur-Zinsel
- Ingwiller
- Kirrwiller
- Menchhoffen
- Mulhausen
- Neuwiller-lès-Saverne
- Niedermodern
- Niedersoultzbach
- Obermodern-Zutzendorf
- Obersoultzbach
- Pfaffenhoffen
- Schalkendorf
- Schillersdorf
- Uttwiller
- Weinbourg

Dal 2015 i comuni appartenenti al cantone sono i seguenti 59:
- Alteckendorf
- Berstett
- Bosselshausen
- Bossendorf
- Bouxwiller
- Buswiller
- Dingsheim
- Dossenheim-Kochersberg
- Duntzenheim
- Durningen
- Ettendorf
- Fessenheim-le-Bas
- Furdenheim
- Geiswiller
- Gingsheim
- Gougenheim
- Grassendorf
- Griesheim-sur-Souffel
- Handschuheim
- Hochfelden
- Hohatzenheim
- Hohfrankenheim
- Hurtigheim
- Ingenheim
- Issenhausen
- Ittenheim
- Kienheim
- Kirrwiller
- Kuttolsheim
- Lixhausen
- Melsheim
- Minversheim
- Mittelhausen
- Mutzenhouse
- Neugartheim-Ittlenheim
- Obermodern-Zutzendorf
- Obersoultzbach
- Pfettisheim
- Pfulgriesheim
- Quatzenheim
- Ringeldorf
- Ringendorf
- Rohr
- Schaffhouse-sur-Zorn
- Schalkendorf
- Scherlenheim
- Schnersheim
- Schwindratzheim
- Stutzheim-Offenheim
- Truchtersheim
- Uttwiller
- Waltenheim-sur-Zorn
- Wickersheim-Wilshausen
- Willgottheim
- Wilwisheim
- Wingersheim
- Wintzenheim-Kochersberg
- Wiwersheim
- Zœbersdorf